# Kate Slatter
Kate Elizabeth Slatter (ur. 10 listopada 1971 w Adelaide) – australijska wioślarka, dwukrotna medalistka olimpijska.
Na igrzyskach startowała trzy razy (IO 92, IO 96, IO 00), na dwóch olimpiadach sięgając po medale. Na igrzyskach w Barcelonie zajęła szóste miejsce w czwórce. Cztery lata później triumfowała w dwójce (wspólnie z Megan Still), a w 2000 była druga. Trzy razy była medalistką mistrzostw świata, w tym raz złotą: w 1994 w dwójce bez sternika. W 1994 (czwórka) i 1999 (dwójka) sięgała po brąz tej imprezy.